# 3153 Lincoln
3153 Lincoln eller 1984 SH3 är en asteroid i huvudbältet som upptäcktes den 28 september 1984 av den amerikanske astronomen Brian A. Skiff vid Anderson Mesa Station. Den har fått sitt namn efter den amerikanske presidenten Abraham Lincoln.
Asteroiden har en diameter på ungefär 4 kilometer.